# 山名豊久
山名 豊久（やまな とよひさ）は、室町時代の武士。山名宗全の子。

## 生涯
細川氏嫡流・京兆家の当主、管領細川勝元の妻は宗全の娘（養女とも）であり、継嗣の無かった勝元は、妻の実家であり、友好関係にあった山名氏より養子として豊久をもらい受けた。しかし文正元年（1466年）、勝元に実子の政元が生まれると廃嫡され、仏門に押し込まれた。この一件は宗全と勝元の対立を生み、応仁の乱勃発の一因になったと言われている。
文明11年（1479年）に発生した毛利次郎の乱で守護方の一員として鎮圧にあたった「山名七郎」を豊久に比定する説がある。
豊久はその後鄧林宗棟（とうりんそうとう）と改名、大徳寺68世、妙心寺17世となり大永2年（1522年）に70歳で没した。亡くなる前年の永正18年（1521年）に狩野元信が描いた肖像が現存する（龍安寺蔵）。